# 貝爾里弗 (明尼蘇達州)
貝爾里弗（英語：Bear River）是位於美國明尼蘇達州艾塔斯卡縣貝爾維爾鎮區和聖路易斯縣莫科姆鎮區的一個非建制地區。

## 地理
貝爾里弗所處的海拔為高於海平面391米（即1283英呎），而該地所採用的時區為UTC-6，即北美中部時區（CST）。同時該地設有夏令時間，為UTC-6調快一小時，即UTC-5（CDT）。